# Copa de Campeones A3 2006
La Copa de Campeones A3 2006 fue la cuarta edición de la Copa de Campeones A3. Fue celebrada desde el 2 al 8 de agosto de 2006 en Tokio, Japón. Salió vencedor el equipo coreano Ulsan Hyundai Horang-i, que se recuperó con fuerza de su derrota en el partido inaugural para ganar los dos siguientes por 6-0 y 4-0. Fue la tercera vez que un equipo coreano obtuvo esta competición.

## Participantes
- Dalian Shide – Campeón de la Superliga de China 2005
- Gamba Osaka – Campeón de la J. League Division 1 2005
- JEF United Chiba – Campeón de la Copa J. League 2005
- Ulsan Hyundai Horang-i – Campeón de la K League 2005

## Posiciones
| Pos. | Equipo                     | Pts. | PJ | G | E | P | GF | GC | Dif. |
| ---- | -------------------------- | ---- | -- | - | - | - | -- | -- | ---- |
| 1    | Ulsan Hyundai Horang-i (C) | 6    | 3  | 2 | 0 | 1 | 12 | 3  | +9   |
| 2    | Gamba Osaka                | 6    | 3  | 2 | 0 | 1 | 5  | 8  | −3   |
| 3    | JEF United Chiba           | 4    | 3  | 1 | 1 | 1 | 5  | 6  | −1   |
| 4    | Dalian Shide               | 1    | 3  | 0 | 1 | 2 | 4  | 9  | −5   |

 Fuente: 2006 A3 Champions Cup - Goal2002.com

### Resultados
Los horarios corresponden a la hora local de Japón (JST) – UTC+9
| 2 de agosto de 2006, 17:00 | Gamba Osaka                          | 3:2 (2:0) | Dalian Shide                 | Estadio Nacional, Tokio        |                                |
|                            | Yamaguchi 17' · Magno Alves 18', 53' |           | Zou Jie 57' · Wang Sheng 71' | Asistencia: 7.178 espectadores | Asistencia: 7.178 espectadores |

| 2 de agosto de 2006, 19:30 | Ulsan Hyundai Horang-i       | 2:3 (2:3) | JEF United Chiba                    | Estadio Nacional, Tokio         |                                 |
|                            | S.K. Choi 24' · C.S. Lee 42' |           | Nakajima 21' · Maki 43' · Hanyū 44' | Asistencia: 11.066 espectadores | Asistencia: 11.066 espectadores |

| 5 de agosto de 2006, 17:00 | Ulsan Hyundai Horang-i                                    | 6:0 (2:0) | Gamba Osaka | Estadio Nacional, Tokio         |                                 |
|                            | Y.S. Kim 24' · Leandrão 34', 83' · C.S. Lee 46', 74', 85' |           |             | Asistencia: 13.688 espectadores | Asistencia: 13.688 espectadores |

| 5 de agosto de 2006, 19:30 | JEF United Chiba          | 2:2 (0:1) | Dalian Shide               | Estadio Nacional, Tokio         |                                 |
|                            | Abe 53' (pen.) · Maki 65' |           | Zou Jie 30' · Zhu Ting 57' | Asistencia: 17.052 espectadores | Asistencia: 17.052 espectadores |

| 8 de agosto de 2006, 17:00 | Dalian Shide | 0:4 (0:2) | Ulsan Hyundai Horang-i                           | Estadio Nacional, Tokio        |                                |
|                            |              |           | C.S. Lee 34', 72' · Leandrão 43' · S.K. Choi 48' | Asistencia: 6.821 espectadores | Asistencia: 6.821 espectadores |

| 8 de agosto de 2006, 19:30 | Gamba Osaka          | 2:0 (0:0) | JEF United Chiba | Estadio Nacional, Tokio         |                                 |
|                            | Endō 66' · Bando 81' |           |                  | Asistencia: 15.145 espectadores | Asistencia: 15.145 espectadores |

## Premios

### Campeón
|                                            |
| Bandera de Corea del Sur                   |
| Campeón Ulsan Hyundai Horang-i 1.er título |

### Distinciones individuales
| Máximo goleador              | Jugador Más Valioso          |
| ---------------------------- | ---------------------------- |
| Lee Chun-soo (Ulsan Hyundai) | Lee Chun-soo (Ulsan Hyundai) |

## Máximos goleadores
| Pos | Jugador           | Equipo                    | Goles |
| --- | ----------------- | ------------------------- | ----- |
| 1   | Lee Chun-soo      | Ulsan Hyundai Horang-i    | 6     |
| 2   | Leandrão          | Ulsan Hyundai Horang-i    | 3     |
| 3   | Zou Jie           | Dalian Shide              | 2     |
| 3   | Magno Alves       | Gamba Osaka               | 2     |
| 3   | Seiichirō Maki    | JEF United Ichihara Chiba | 2     |
| 3   | Choi Sung-kuk     | Ulsan Hyundai Horang-i    | 2     |
| 7   | Wang Sheng        | Dalian Shide              | 1     |
| 7   | Zhu Ting          | Dalian Shide              | 1     |
| 7   | Ryūji Bando       | Gamba Osaka               | 1     |
| 7   | Yasuhito Endō     | Gamba Osaka               | 1     |
| 7   | Satoshi Yamaguchi | Gamba Osaka               | 1     |
| 7   | Yūki Abe          | JEF United Ichihara Chiba | 1     |
| 7   | Kōji Nakajima     | JEF United Ichihara Chiba | 1     |
| 7   | Naotake Hanyū     | JEF United Ichihara Chiba | 1     |
| 7   | Kim Young-sam     | Ulsan Hyundai Horang-i    | 1     |